# The Muppet Show
The Muppet Show és un programa de televisió produït pel titellaire estatunidenc Jim Henson, i protagonitzat per The Muppets. Després de dos episodis pilot, el 1974 i el 1975, el show es realitzà durant 5 temporades, iniciant-se el 1976. Tenia un format d'espectacle de varietats amb números de cançó i ball d'estil de vodevil o de music hall, i els intermedis entre les escenes com a part del show. La granota Kermit era el presentador que intentava mantenir el control de la resta de personatges dels Muppets, així com intentar que el convidat estrella del show estigués content.
El show era conegut pel seu slapstick físic, la seva comèdia absurda i les paròdies. Cada episodi tenia un convidat humà; i a mesura que el programa es feia cada vegada més popular, molts famosos volien actuar amb els Muppets tant a televisió com al cinema: al final, van aparèixer prop d'un centenar d'estrelles convidades.
Diversos dels titellaires també treballaven a Barri Sèsam. Entre els titellaires que van treballar trobem al mateix Henson, Frank Oz, Jerry Nelson, Richard Hunt, Dave Goelz, Steve Whitmire, Louise Gold, Kathryn Mullen, Karen Prell, Brian Muehl, Eren Ozker i John Lovelady. Jerry Juhl i Jack Burnseren dos dels guionistes del show.

## El programa

### La seqüència inicial
"The Muppet Show Theme" (creada per Henson i Sam Pottle en 1976) sonava a l'inici i al final de cada episodi de "The Muppet Show". Tot i que la presentació es modificà durant el transcurs de les 5 temporades, la composició musical seguí sent la mateixa.
A la primera temporada, cada episodi començava amb el cartell del títol. A mesura que la càmera s'apropava, el centre d'atenció es fixava sobre la "O", el centre de la qual es buidava i des d'on apareixia en Kermit, que presentava "l'estrella convidada molt especial" des d'aquesta posició abans de retirar-se darrere del cartell. El títol s'enlairava per mostrar el teló, i la càmera enfocava l'orquestra dels Muppets amb Crazy Harry tocant un triangle. Dos línies de coristes, una de noies i l'altre de nois travessaven l'escenari, elles des de la dreta i ells des de l'esquerra. El teló s'aixecava per mostrar a Fozzie intentant dir un acudit, però era interromput a cada moment. Mentre que el teló es tancava, Kermit apareixia al davant per presentar l'estrella convidada. El darrer vers es deia des d'una mena cor, on tots els Muppets aixecaven els braços i la cançó acabava, amb el logo baixant de noi, amb Gonzo intentant fer servir la O com un gong, però sempre passava quelcom.
Durant la segona temporada, cada episodi començava amb el cartell del títol i en Kermit presentant l'estrella convidada des de dins de la "O", i quedava penjat al cartell quan aquest pujava. A continuació el teló pujava, mostrant una sèrie d'arcs. Dels costats, un grup de monstres de cos complet entrava a l'escenari, seguit d'un grup de dones cantant una estrofa, seguit d'un grup d'homes cantant l'estrofa següent. Statler i Waldorf seguien amb una nova crítica cada setmana, en lloc de l'acudit d'en Fozzie (excepte un parell de setmanes on simplement estaven asseguts a la llotja). Kermit apareixia assegut als arcs amb la resta del repartiment; i la càmara s'allunyava més i més, mentre que el cartell del títol baixava davant d'ells. Kermit i Fozzie anaven cap a l'esquerra i la dreta del cartell, respectivament, per tal de no quedar amagats. Al cartell, Gonzo estava dins del cercle i tocava una nota, sovint erròniament o amb algun contratemps.
Per a la tercera temporada, la presentació seguia igual llevat de dues diferències: plans inicials de Zoot i Rowlf i un pla addicional del públic preguntant "Per què no comença?" ("Why Don't You Get Things Started?"). En alguns episodis havia una escena especial entre bastidors o al fossat de l'orquestra, en lloc del comentari de Statler i Waldorf.
A la quarta temporada es retallà la introducció. Els plànols de dones i homes cantant als arcs van ser substituïts per un únic pla d'homes (a la filera superior d'arcs) i dones (a la part inferior) cantant una única estrofa. La resta de la introducció romangué sense modificacions.
Per la cinquena temporada l'obertura patí alguns canvis: el plànol sobre Rowlf i Zoot va ser substituït per un pla d'un nou titella d'en Zoot. En aquesta obertura tornaren a aparèixer dones i homes cantant estrofes diferents, però va tornar a ser rodada. Els arcs eren una mica més gruixuts i més amples que anteriorment. Statler i Wladorf cantaven una nova estrofa expressant el seu odi vers "The Muppet Show". Seguia un pla de l'orquestra i un pla d'algunes fileres d'arcs plens de personatges cantant "I ara començarà" ("And now let's get things started"), abans que el públic digués "Per què no comença?" ("Why Don't You Get Things Started?"). La resta de l'obertura seguia igual que a les versions anteriors.

### Esquetxos recurrents
- At the Dance - L'esquetx era habitual durant la primera temporada, però va abandonar-se des de la segona. Els personatges circulaven per una pista de ball fent acudits ràpids mentre que les parelles passaven per davant la càmera.
- Bear on Patrol – Fozzie era un oficial de policia sense sort i Link Hogthrob era el seu incompetent superior que sempre acabava amb les situacions més absurdes amb els criminals que li portaven. La veu del presentador era Jerry Nelson.
- Fozzie's Act – En Fozzie apareixia a l'escenari i feia alguna de les seves bromes dolentíssimes. En Statler i en Waldorf el criticaven, sempre en una perpètua rivalitat. Els esquetxos van ser menys habituals a mesura que la presència d'en Fozzie darrere l'escenari era més prevalent. Durant la primera temporada, però, en Fozzie rivalitzava amb els seus rivals en ajut de Bruce Forsyth, mentre que esperaven que tragués la bandera blanca.
- Muppet Labs - Esquetxos presentant el darrer invent del Dr. Bunsen Honeydew, amb el seu assistent, Beaker, reben la mala part de la malfunció. Beaker va començar a aparèixer a la segona temporada.
- Muppet News Flash – El donava un avanç informatiu d'algun desastre que normalment passava darrere d'ell. Els sovint empraven un humor absurd.
- Pigs in Space – Paròdia de sèries com Star Trek. La nau espacial es deia USS Swinetrek, i la veu en off del títol és una paròdia de Lost in Space. Estava interpretat pel Captain Link Hogthrob, Miss Piggy com a primera oficial i el Dr. Julius Strangepork.
- Swedish Chef – Paròdia dels programes de cuina. Protagonitzat pel Swedish Chef, que parlava un idioma incomprensible que se suposava suec. Sempre intentava cuinar quelcom amb gran entusiasme, fins que topava amb el final.
- Veterinarian's Hospital – Paròdia de General Hospital i d'altres drames mèdics, consistent en el Dr. Bob (Rowlf), que feia bromes a la sala d'operacions, amb les infermeres Piggy i Janice, a costa del pacient desesperançat.

### Estrelles convidades
Cap estrella convidada va aparèixer en dues ocasions a The Muppet Show, tot i que John Denver va aparèixer tant al show com a dos especials (John Denver & the Muppets: A Christmas Together i John Denver & the Muppets: Rocky Mountain Holiday). A més, diverses estrelles convidades van fer cameos a una de les tres primeres pel·lícules dels Muppets.
Quan el show comença, els productors trucaven als amics del negoci de l'espectacle perquè apareguessin al show. Però quan el ballarí Rudolf Nuréiev va aparèixer, donà una gran publicitat al show, fent que molts altres famosos hi volguessin assistir. Entre les estrelles que van aparèixer estan els actors veterans Ethel Merman, Peter Ustinov, Vincent Price, Bob Hope, Gene Kelly Rita Moreno, Danny Kaye; estrelles del moment com Joel Grey, Bernadette Peters, Sylvester Stallone, Liza Minnelli, Christopher Reeve, Steve Martin, John Cleese, Julie Andrews, Peter Sellers, Raquel Welch, cantants de pop com Elton John, Diana Ross, Paul Simon o Leo Sayer. El darrer episodi, el 1981, comptà amb Roger Moore, que llavors interpretava a James Bond.

### La seqüència final
Cada episodi acabava amb l'orquestra Muppet interpretant "The Muppet Show Theme" instrumentalment, abans que Statler i Waldorf diguessin la darrera paraula de la nit.

## Personatges
- Kermit the Frog (interpretat per Jim Henson) – Una granota que és el director teatral i presentador de the Muppet Show. És el principal protagonista de les sèries, especials i pel·lícules
- Miss Piggy (interpretada per Richard Hunt a la primera temporada, i per Frank Oz ocasionalment a la primera temporada i definitivament entre les temporades 2 a 5) – Una porca diva arrogant, fixada en si mateixa i glamourosa, en una dual persecució de l'estrellat i de Kermit.
- Fozzie Bear (interpretat per Frank Oz) - Un os de talent dubtós com a còmic i no-oficialment segon al comandament de Kermit.
- Scooter (interpretat per Richard Hunt) – El becari l'oncle del qual, J.P. Grosse, és l'amo del teatre.
- Gonzo (interpretat per Dave Goelz) – També conegut com a "The Great Gonzo" ó com a "Gonzo the Great", és un especialista, actor de performances d'una espècie desconeguda.
- Rowlf the Dog (interpretat per Jim Henson) – El gos pianista. Normalment està a l'orquestra dels Muppets, tot i que també interpreta el personatge del Dr. Bob a l'sketch 'Veterinarians Hospital'.
- Dr. Bunsen Honeydew (interpretat per Dave Goelz) – El cap del Muppet Labs, un científic i inventor.
- Beaker (interpretat per Richard Hunt) – El desafortunat ajudant del Dr. Bunsen
- Dr. Teeth and The Electric Mayhem – Un grup de rock que treballa al Teatre dels Muppets
  - Dr. Teeth (interpretat per Jim Henson) – el líder i teclista de la banda
  - Animal (interpretat per Frank Oz, amb els timbals interpretats per Ronnie Verrell) – El salvatge i frenètic bateria de la banda.
  - Sergent Floyd Pepper (interpretat per Jerry Nelson) - El baixista de la banda
  - Janice (interpretat per Eren Ozker a la primera temporada i per Richard Hunt a la resta) – La guitarrista hippie de la banda i ajut principal de Floyd Pepper.
  - Zoot (interpretat per Dave Goelz) – el saxofonista del grup i de l'orquestra dels Muppets
  - Lips (interpretat per Steve Whitmire) – El trompetista de la banda
- Camilla the Chicken (interpretat per Jerry Nelson) - Una gallina i veritable amor de Gonzo (tot i que en alguns episodis Gonzo s'enamora de Miss Piggy).
- Sam the Eagle (interpretat per Frank Oz) - Una àliga super-patriota americana, autoanomenat censor de the Muppet Show.
- Statler and Waldorf (interpretats per Richard Hunt i Jim Henson) - Dos senyors grans que ocupen una llotja a cada show i critiquen totes les actuacions (a excepció d'un episodi de la segona temporada on Miss Piggy subornà tot el públic per empènyer la seva pròpia carrera)
- Crazy Harry (interpretat per John Lovelady en 1976-1977 i Jerry Nelson la resta de temporades) - Un boig que li agrada fer explotar les coses, i que apareix quan algú menciona quelcom relacionat amb explosius.
- Robin the Frog (interpretat per Jerry Nelson) - El nebot de Kermit.
- Link Hogthrob (interpretat per Jim Henson) - Un porc guapo però babau, estrella de "Pigs in Space" i capità del USS Swinetrek. També apareix a "Bear On Patrol" amb Fozzie Bear.
- The Swedish Chef (interpretat per Jim Henson, i les mans pertanyen a Frank Oz) Un cuiner amb uns hàbits culinaris peculiars que parla quelcom que sona com escandinau anomenat "fals suec".
- Rizzo the Rat (interpretat per Steve Whitmire) - Una rata sarcàstica que apareixia a les temporades quarta i cinquena.
- Lew Zealand (interpretat per Jerry Nelson) - El llançador dels peixos boomerang i generalment actua obsessionat amb els peixos.
- The Muppet Newsman (interpretat per Jim Henson) - Un periodista amb ulleres que condueix el, on sempre li ocorre alguna cosa relacionada amb el que està informant.
- Sweetums (interpretat per Richard Hunt) - Un ogre de set metres d'alçada.
- Beauregard (interpretat per Dave Goelz) - El pallús conserge i tramoista.

## El Teatre dels Muppets
El Muppet Theater és l'escenari de The Muppet Show, un antic teatre de vodevil que havia viscut temps millors. A l'episodi 106 Kermit identifica el nom del teatre com el It's a Very Merry Muppet Christmas Movie, tot i que a és simplement anomenat "The Muppet Theater". Segons The Phantom of the Muppet Theater, el teatre va ser construït per un actor anomenat John Stone el 1802.
Les localitzacions al Muppet Theatre inclouen el backstage dret (on està el despatx d'en Kermit), els vestuaris, l'àtic, el bar, la sala d'utilleria, l'escenari, la platea, el vestíbul i el carreró.
El propietari del teatre és J.P. Grosse, oncle de Scooter, que el lloga als Muppets. En una escena eliminada de It's a Very Merry Muppet Christmas Movie, Kermit diu que J.P. havia mort i que havia deixat el teatre als Muppets en el seu testament. Això hauria tingut lloc cap al 1996.
Segons The Muppets, el teatre està a Los Angeles, i la trama de la pel·lícula és que els Muppets volen recollir diners per recomprar la propietat del teatre a un magnat del petroli, que vol enderrocar-lo per buscar-hi petroli.

## Premis
The Muppet Show va ser nominat per a 21 Premi Emmy, guanyant-ne 4, incloent el de Sèrie de Comèdia-Varietats o Musical de 1978. A més, va ser nominat per a 11 Premis BAFTA, guanyant-ne 2; i el 1978 va rebre el Premi Peabody. Durant la tercera temporada el show va rebre el Premi al Mèrit Televisiu per la Mary Washington Colonial Chapter de la Societat Nacional de Daughters of the American Revolution.

## Spin-offs
Els personatges de The Muppet Show protagonitzarien The Muppet Movie, que va ser la primera pel·lícula on interaccionaven titelles amb humans amb localitzacions reals, i després en pel·lícules com The Great Muppet Caper, The Muppets Take Manhattan, The Muppet Christmas Carol, Muppet Treasure Island, Muppets from Space, The Muppets' Wizard of Oz i The Muppets.
A The Jim Henson Hour apareixerien diversos dels mateixos personatges, però amb un contingut diferent. The Muppets apareixerien com infants a la sèrie animada Muppet Babies. El format de The Muppet Show va ser reestrenat com Muppets Tonight el 1996.
El 2005, The Muppets van estrenar una sèrie per internet titulada Statler and Waldorf: From the Balcony, que durà 15 mesos, i on Statler i Waldorf, juntament amb altres personatges de The Muppets comentaven sobre pel·lícules, trailers, etc. En 2015 s'estrenà una nova sèrie dels Muppets, emesa per la cadena americana ABC.
El musical Avenue Q està vagament basat en el format de The Muppets, tot i que dirigit a un públic adult.